# Packard Bell

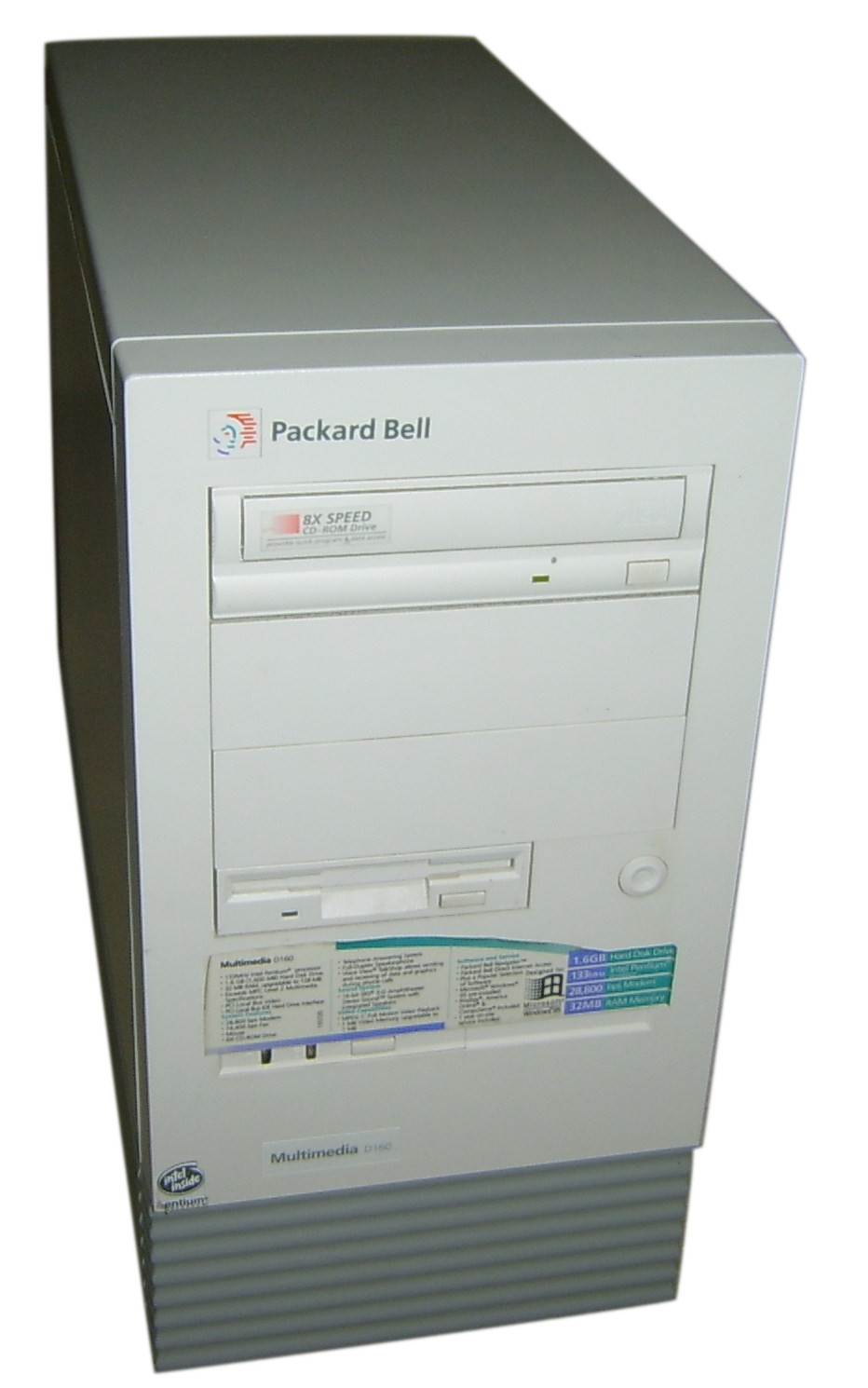
Komputer stacjonarny Packard Bell Multimedia D160 z 1995 roku

Packard Bell B.V. – holenderskie przedsiębiorstwo branży komputerowej zajmujące się produkcją komputerów stacjonarnych, laptopów, netbooków, tabletów oraz monitorów, będące częścią grupy Acer. Siedziba spółki mieści się w ’s-Hertogenbosch.
Przedsiębiorstwo Packard Bell powstało w 1926 roku. Była to wówczas amerykańska firma produkująca radia, która z czasem rozpoczęła także produkcję telewizorów. W 1968 roku spółka została nabyta przez konglomerat Teledyne.
W 1985 roku marka Packard Bell została wykupiona przez Beny’ego Alagema, który rok później założył pod tą nazwą przedsiębiorstwo branży komputerowej. Siedziba nowo założonej spółki mieściła się w Los Angeles, a od 1995 roku w Sacramento. W 1994 roku Packard Bell był największym sprzedawcą komputerów osobistych w Stanach Zjednoczonych. W 1996 roku przedsiębiorstwo weszło w skład grupy NEC, której częścią pozostawało do 2006 roku. W 1999 roku ogłoszono wycofanie się spółki z rynku amerykańskiego, co wiązało się z przeniesieniem siedziby do Europy. W marcu 2008 roku Packard Bell został przejęty przez spółkę Acer.